# Torre Vella (Alayor)
Torre Vella es una torre medieval de planta rectangular, su parte superior se ha modificado y es difícil de identificar por estar muy modificada para ser utilizada para tareas agrícolas. No se ven accesorios defensivos originales, por eso es complicado distinguir la torre. La puerta de entrada también fue modificada. Y tiene acceso desde la Torre d'en Gaumés. Está declarada como Bien de Interés Cultural.